# Trimma kudoi
Trimma kudoi és una espècie de peix de la família dels gòbids i de l'ordre dels perciformes.

## Morfologia
- Els mascles poden assolir 2,5 cm de longitud total.
- Nombre de vèrtebres: 26.[3]

## Hàbitat
És un peix marí de clima temperat que viu entre 27-45 m de fondària.

## Distribució geogràfica
Es troba al Japó.